# Bruno Jean Richard Itoua
Pour les articles homonymes, voir Itoua.
Bruno Jean Richard Itoua, né le 6 octobre 1956  à Pointe-Noire, est un homme politique congolais, ministre des hydrocarbures depuis Mai 2021 et responsable religieux du Ministère du combat spirituel, ordonné apôtre depuis avril 2025.

## Biographie

### Formation
Bruno Jean Richard Itoua est titulaire d'une licence en mathématiques appliquées de l'Université Marien-Ngouabi. Il a poursuivi ses études en France, obtenant un diplôme d'ingénieur en mécanique-électricité à l'École spéciale des travaux publics, du bâtiment et de l'industrie, un diplôme d'ingénieur en développement et exploitation des gisements à l'École nationale supérieure du pétrole et des moteurs, ainsi qu'un DESS/MBA au Centre International des Affaires et de l'Entreprise de l'Université Panthéon-Sorbonne.

### Carrière professionnelle
Bruno Itoua commence sa carrière professionnelle en 1984 en tant qu’ingénieur, puis Chef du Service Contrôle Technique au sein du Contrôle Général d’Électricité de la Société nationale d'électricité (aujourd'hui Énergie Électrique du Congo). L’année suivante, il rejoint Elf Congo (aujourd'hui TotalEnergies), où il occupe successivement plusieurs postes de responsabilité : Responsable Méthodes Statistiques de Production (1985–1987), Assistant du Chef de Secteur Production (1987–1988), puis Chef de Secteur Production Adjoint (1988–1992). Il est ensuite nommé Chef de Projet Tchendo en 1990, puis Chef de Secteur Production (1993–1995), et enfin Chef de Service Méthodes à la Subdivision Exploitation de 1995 à 1997. En 1998, il participe à la fondation de la Société nationale des pétroles du Congo (SNPC) et en devient le premier président-directeur général jusqu'en 2005. Parallèlement, de 1999 à 2005, il exerce également la fonction de Conseiller aux Hydrocarbures, Mines, Énergie et Hydraulique auprès du Président de la République.

### Membre du gouvernement
Le 7 janvier 2005, Bruno Itoua fait son entrée au gouvernement en qualité de ministre de l'Énergie et de l'Hydraulique puis devient ensuite ministre de la Recherche scientifique et de l'innovation technologique en 2011. En 2016, à la suite de l'élection présidentielle de mars 2016, il est nommé ministre de l’Enseignement supérieur au sein du Gouvernement Mouamba I, et enfin ministre des Hydrocarbures depuis mai 2021 au sein du Gouvernement Makosso.
En marge du sommet Invest in Africa Energy, tenu à Paris du 14 au 15 mai 2024, le ministre congolais des Hydrocarbures a réaffirmé l'engagement du Congo-Brazzaville dans le développement du gaz naturel liquéfié, soulignant la nécessité de poursuivre l’exploitation des énergies fossiles pour garantir l’accès à l’énergie des populations et renforcer les ressources économiques du pays.

### Responsabilités religieuses
Bruno Itoua fait partie des responsables de la branche République du Congo du Ministère chrétien du combat spirituel et dirige, par ailleurs, la structure dénommée Fondation pour Christ. En octobre 2022, Bruno Jean Richard Itoua a été suspendu de ses fonctions spirituelles et administratives au sein de la Fondation Olangi Wosho (FOW) par décision du conseil d'administration international, à la suite de tensions internes liées à une lutte de leadership avec un autre membre influent, le général à la retraite Paul Mbot. Cette suspension, motivée par des différends graves au sein de la branche congolaise du ministère, avait déjà conduit, en août 2022, à l’interdiction temporaire de ses activités sur le territoire national par les autorités congolaises, invoquant des risques de troubles à l’ordre public.
Malgré la suspension, Bruno Itoua est ordonné Apôtre en avril 2024 puis officiellement consacré lors d’un culte d’action de grâce tenu le 25 mai au Palais des congrès de Brazzaville, en présence de délégations venues du Congo et de l’étranger. À cette occasion, il a reçu son certificat de consécration des mains de l’apôtre Jean-Baptiste Bafounguissa.
Le 18 avril 2025, Il est officiellement radié de la Fondation Olangi Wosho (FOW), aux côtés de 38 autres membres, pour avoir participé à une assemblée générale non autorisée, en dépit des avertissements lancés depuis 2022. La décision, prise par le président de la fondation, Alain Gabriel Olangi N’Koy, entraîne l’exclusion totale des structures de la FOW, la perte de toute fonction spirituelle et administrative, ainsi qu’une interdiction d’utiliser le nom et les symboles de l'organisation. Malgré cette radiation, les membres visés ont poursuivi leurs activités, allant jusqu’à installer de nouvelles instances dès le lendemain.

## Vie privée
Bruno Itoua est marié et père de six enfants.

## Controverse
Bruno Itoua est cité dans l'affaire des Panama Papers en avril 2016. Il serait impliqué selon une enquête d'une cour fédérale américaine dans d’importants détournements de fonds via des sociétés fictives lorsqu'il était PDG de la SNPC.

## Distinctions
Bruno Itoua est élevé, en 2005, au rang de Grand Officier dans L’Ordre du Mérite congolais.
En novembre 2020, il est élevé au rang de Commandeur de l'Ordre international des Palmes académiques du CAMES.
Il reçoit également, en 2022, le prix Mohammed S. Barkindo Lifetime Achievement Award lors de l'African Energy Week au Cap.